# Stones of Stenness

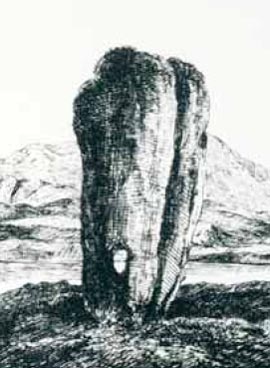
En gravyr från 1700-talet av Oden-stenen

Stones of Stenness är en megalitisk stensättning 7 kilometer nordost om Stromness, på Mainland, Orkneyöarna, i Skottland. Det kan vara den äldsta stensättningen på de brittiska öarna. Monumentet är en del av det skotska världsarvet Heart of Neolithic Orkney som upptogs på världsarvslistan 1999.

## Namnet
Stenness är ett namn som klingar bekant för den svenskspråkiga läsaren. På orkadisk dialekt uttalas det stejn-is och kommer från fornnordiskan med betydelsen stenudden eller stennäset. Det fullständiga namnet på fyndplatsen är på engelska Standing Stones of Stenness vilket betonar att stenarna har varit flera än idag.

## Platsen och utformningen
De stenar som återstår av stenkretsen står på den södra stranden av det vattendrag som rinner ut vid sjöarna Loch of Stenness och Loch of Harray.
Stencirkeln Ring of Brodgar ligger en dryg kilometer åt nordväst på andra sidan floden och stensättningen Maeshowe ligger en dryg kilometer österut. Båda dessa platser tillhör samma världsarv.

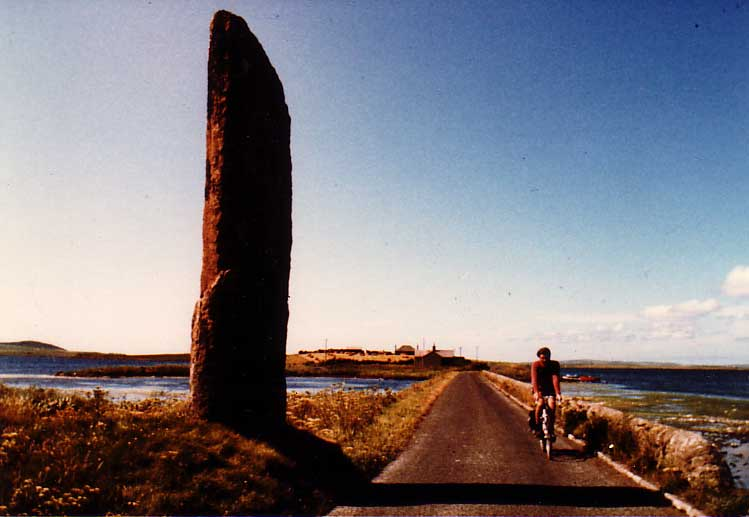
Oden-stenen bredvid den moderna bron, som leder till Ring of Brodgar.

Stenarna är tunna plattor, ungefär 3 decimeter tjocka, med spetsiga toppar. Fyra stenar med höjden 5 meter var ursprungligen delar av en stencirkel med upp till tolv stenar, som låg i en ellips med 32 meters diameter. Stencirkelns ingång låg på den norra sidan, mot Loch of Harray.
Den så kallade ”Vaktstenen” står utanför stencirkeln i nordvästlig riktning och är 5,6 meter hög. Ursprungligen fanns åtminstone två stenar, eftersom resterna av en andra sten återfanns på 1930-talet. Här fanns också ”Oden-stenen”. Som namnet antyder finns en koppling till vikingarna och asatron. Oden-stenen hade ett decimeterstort hål rakt igenom och kom till användning både vid förlovningar och för magiska ceremonier.
Stenen vältes 1814 av dåvarande markägaren kapten W. Mackay, som irriterades av alla besökarna på hans mark. En annan av stenarna förstörde han helt och en till välte han, innan upprörda bybor lyckades förhindra fortsatt förstörelse. Den välta stenen restes igen 1906. Oden-stenen kom med tiden att bli byggnadsmaterial och finns numera kvar endast i ett fåtal fragment.
Mindre stenar har också påträffats i omgivningarna. Bland annat har en fyrkantig sten hittats i stencirkelns mitt. Den har beskrivits som en ”härd” där kol, keramik och brända benrester påträffats. Keramikfynden är snarlika med fynd vid Skara Brae and Maeshowe. Fynden är daterade med  C14-metoden till 3100 f. Kr.

### Fotnoter
1. ↑  ”The Standing Stones o' Stenness” (på engelska). Orkneyjar. Arkiverad från originalet den 7 juni 2017. https://web.archive.org/web/20170607082325/http://www.orkneyjar.com/history/standingstones/index.html. Läst 11 september 2014.
2. ↑  Wickham-Jones 2007, s. 28.
3. ↑   (på engelska) Heart of Neolithic Orkney - Management Plan 2014–19: Consultation Draft. Historic Scotland. 24 juni 2013. sid. 10. Arkiverad från originalet den 6 juni 2014. https://web.archive.org/web/20140606210802/http://www.historic-scotland.gov.uk/hono-draft-management-plan.pdf. Läst 10 september 2014 Arkiverad 6 juni 2014 hämtat från the Wayback Machine.
4. 1 2  ”Orkneyjar – The Odin Stone” (på engelska). Orkneyjar. Arkiverad från originalet den 18 januari 2021. https://web.archive.org/web/20210118130729/http://www.orkneyjar.com/history/odinstone/index.html. Läst 11 september 2014.
5. ↑  ”Stones Of Stenness Circle And Henge” (på engelska). Historic Scotland. Arkiverad från originalet den 18 oktober 2014. https://web.archive.org/web/20141018042954/http://www.historic-scotland.gov.uk/propertyresults/propertydetail.htm?PropID=PL_280. Läst 11 september 2014.
6. ↑  Wickham-Jones 2012, s. 41.